# 崖湾墓地
崖湾墓地，位于中国青海省海东市乐都区洪水乡大寨子村，为青海省市县级文物保护单位，公布日期为1983年5月23日，类型为古墓葬。
崖湾墓地的历史年代为新石器时代。